# Ichneumon laetus
Ichneumon laetus är en stekelart som beskrevs av Gaspard Auguste Brullé 1846.
Ichneumon laetus ingår i släktet Ichneumon och familjen brokparasitsteklar. Inga underarter finns listade i Catalogue of Life.